# Chenārestān
Chenārestān (persiska: چنارستان) är en ort i Iran.   Den ligger i provinsen Lorestan, i den nordvästra delen av landet, 300 km sydväst om huvudstaden Teheran. Chenārestān ligger 1 554 meter över havet och antalet invånare är 684.
Terrängen runt Chenārestān är varierad. Runt Chenārestān är det ganska tätbefolkat, med 155 invånare per kvadratkilometer. Närmaste större samhälle är Borujerd, 7,4 km nordost om Chenārestān. Trakten runt Chenārestān består i huvudsak av gräsmarker.